# Hydroporus paganettianus
Hydroporus paganettianus är en skalbaggsart som beskrevs av Scholz 1923. Hydroporus paganettianus ingår i släktet Hydroporus och familjen dykare. Inga underarter finns listade i Catalogue of Life.